# Amblychia infoveata
Amblychia infoveata är en fjärilsart som beskrevs av Louis Beethoven Prout 1932. Amblychia infoveata ingår i släktet Amblychia och familjen mätare. Inga underarter finns listade i Catalogue of Life.

## Bildgalleri

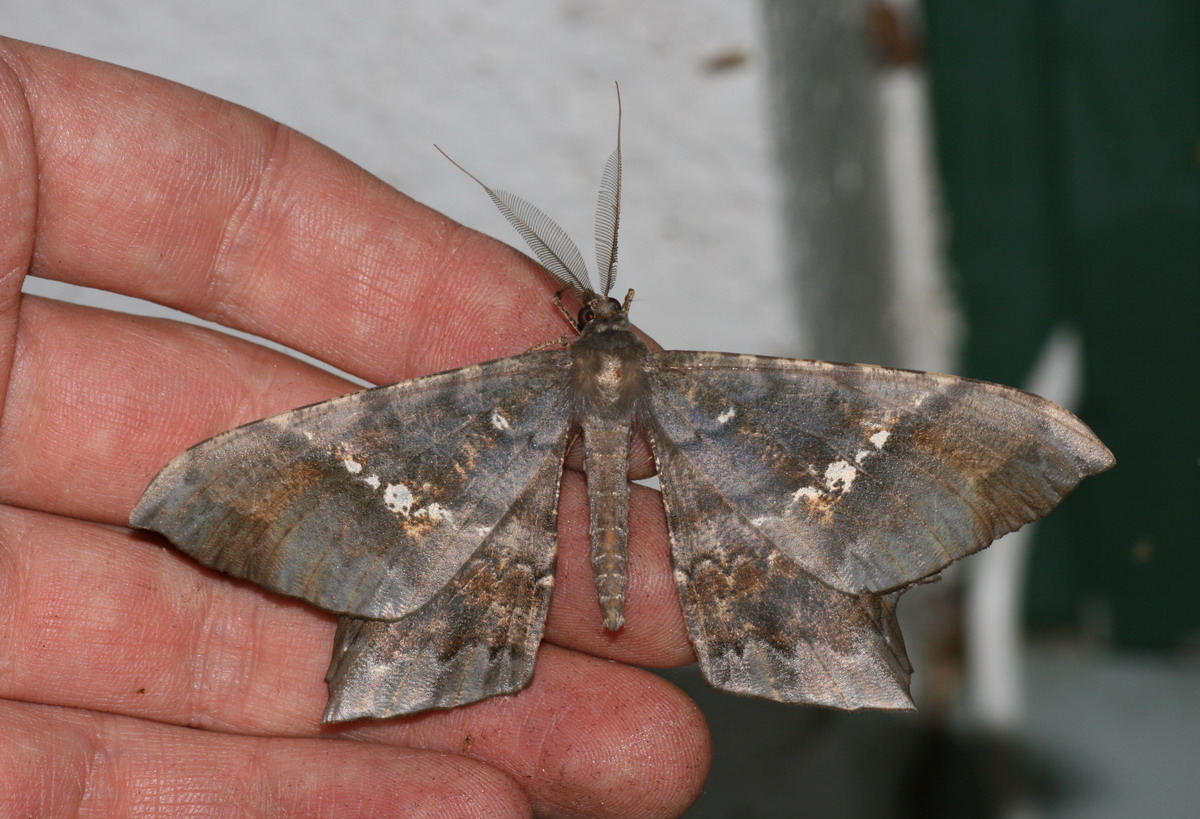